# NK Dubrava Ivanovci
NK Dubrava je nogometni klub iz Ivanovaca, naselja u sastavu grada Valpova u Osječko-baranjskoj županiji.
NK Dubrava je član Nogometnog središta Valpovo te Županijskog nogometnog saveza Osječko-baranjske županije.
U klubu treniraju i natječu se dvije kategorije: pioniri i seniori.
Pioniri se natječu u Ligi mladeži – pioniri pri NS Valpovo, a seniori u 2. ŽNL Osječko-baranjskoj NS Valpovo.
Klub je osnovan 1929.

## Uspjesi kluba
2011./12. – prvak 3. ŽNL Liga NS Valpovo, 2017./18. – prvak 2. ŽNL NS Valpovo – D. Miholjac.

## Vanjska poveznice
- Službene stranice grada Valpova